# 食肉小売品質基準
食肉小売品質基準（しょくにくこうりひんしつきじゅん）とは、消費者が食肉小売店で牛肉や豚肉を購入するにあたって、適正な商品選択が出来るようにするために農林水産省が食肉小売業界に対する指導行政の一環として定めた畜産局長の通達。

## 概要
昭和39年（1964年）の東京オリンピック開催に前後して、消費者保護の観点から消費物質に対し適正な品質の表示と販売に対する要望が、製造産業、商業界などに対して広がった。「牛肉大和煮」「牛肉コンビーフ」などの缶詰に牛肉ではなく廉価な馬肉が使用されたり、原材料が不明なまま「合挽き肉」と表示されて販売されていることがあるといった事が問題視されていたこともあり、食肉業界も適正な品質の表示と販売の対象となった。
- 昭和52年（1977年）1月26日に農林水産省畜産局長の通達として「食肉小売品質基準」が定められた。
- 平成5年（1993年）に、輸入肉の流通量増大に伴い、食肉の部位表示に産地国での呼称を一部併記するよう改正された。
- 平成11年（1999年）に改正（平成11年9月1日適用）され、「黒豚」の定義が明記された[1]。
- 最終改正は、平成17年（2005年）3月1日。

## 牛肉
以下の11部位が定められている。これ以外の部位は、日本食肉格付協会の定める牛部分肉取引規格に従う。
- 牛ネック
- 牛かた
- 牛かたロース
- 牛リブロース
- 牛サーロイン
- 牛ヒレ
- 牛ばら
- 牛もも
- 牛そともも
- 牛らんぷ
- 牛すね

## 豚肉
以下の8部位が定められている。これ以外の部位は、日本食肉格付協会の定める豚部分肉取引規格に従う。
- 豚ネック
- 豚かた
- 豚かたロース
- 豚ロース
- 豚ヒレ
- 豚ばら
- 豚もも
- 豚そともも

## 黒豚
「黒豚」と表示できる豚肉は、バークシャー純粋種の豚肉のみと定めてある。
平成17年改正版では、バークシャー純粋種の生産国に規定がなく、輸入豚（豚肉）でも「黒豚」を名乗ることは可能であるが、これを「国産バークシャー純粋種」に限定しようという動きがある。

## 鶏肉
鶏肉や内臓は農林水産省が定めた食鶏小売規格により、以下の部位で表示する。
- 手羽 (手羽元･手羽さき･手羽なか)
- むね肉
- もも肉
- もも肉(骨なし)
- ささみ
- かわ
- せせり
- なんこつ
- やげん(肉付きのなんこつ)
- ひざなんこつ
- ぼんじり
- ハート(心臓)
- レバー(肝臓)
- すなぎも(筋胃)
- きんかん
- がら
- ひも